# 黑雲碳酸岩
黑雲碳酸岩（英語：Sovite）是粗粒的火成碳酸鹽岩（一種侵入性深成岩)。通常是一種中等到粗粒的方解石岩石，具變量的角閃石、黑雲母、黃鐵礦、烧绿石和螢石。 較細粒的火成碳酸鹽岩品種被稱為细粒方解碳酸（alvikite）。 兩者之區別在於微量元素含量。